# بوفي
بوفي هو ممثل كوميدي نيجيري،  ممثل وكاتب من ولاية دلتا بنيجيريا. قام بتنظيم حفلات كوميدية شهيرة في جميع أنحاء العالم مثل «بوفي الرجل المتوهج».

## مهنة الكوميديا
بدأ بوفي مسيرته المهنية في أبريل 2007،  لعب دور البطولة في المسرحية الهزلية الأسرة الممتدة ،  الذي كتبه وأنتجه أيضًا. كان العرض شائعًا للغاية، وبحلول عام 2008 أًبح بوفي قوة ناشئة في العروض والأحداث الكوميدية في جميع أنحاء نيجيريا. حصل على استراحة كبيرة كممثل كوميدي ارتجالي في «ليلة الألف ضحكة» الذي نظمته أوبا ويليامز. وفي عام 2013 أقيم أول عرض خاص له في مركز مؤتمرات إيكو المرموق. واصل عرض التتمة في عام 2014. كما ظهر «بوفي الرجل المتوهج» النجمين العالميين جا رول وأشانتي. أخذ بوفي عرضه الخاص إلى عدة مدن في الولايات المتحدة ولندن وملبورن وتورنتو. في عام 2017 وبعد توقف دام ثلاث سنوات، عاد الرجل المتوهج إلى لاغوس وكان الأكثر نجاحًا حتى الآن. أقيمت النسخة الرابعة في لاغوس في أبريل 2019 وأصر بوفي على أنه الأخير من سلسلة «رجل متوهج». يقول أن عرضه الخاص القادم سيحصل على لقب آخر. بدأ بوفي سلسلة بعنوان «عودة إلى المدرسة» عام 2018 حمّلها على قناته على يوتيوب. عمل بوفي جنبًا إلى جنب مع الكوميديين النيجيريين الآخرين.

## الأفلام
عرض بوفي فيلمه الأول إنه يومها في 9 سبتمبر 2016. تم ترشيحه لجوائز أفريقيا ماجيك للمشاهدين كأفضل ممثل في الكوميديا؛ ترشيحه الفردي الثالث منذ بداية جوائز أفريقيا ماجيك للمشاهدين والرابع من أعماله. الفيلم على الرغم من افتقاره إلى الدعاية السائدة، استمر في تحقيق أداء لائق في دور السينما وحقق 55 مليون نايرا في شباك التذاكر.